# Селезёнка
Селезёнка (лат. splen, lien, др.-греч. σπλήν) — непарный паренхиматозный орган брюшной полости; самый крупный лимфоидный орган у позвоночных. Орган иммунной системы. Имеет форму уплощённой и удлинённой сферы, похож на железу и расположен в левой верхней части брюшной полости позади желудка.

## Функции
1. Лимфопоэз — главный источник образования циркулирующих лимфоцитов; действует как фильтр для бактерий, простейших и инородных частиц, а также продуцирует антитела (иммунная и кроветворная функции).
2. Разрушение старых и повреждённых эритроцитов и тромбоцитов, остатки которых затем направляются в печень. Таким образом, селезёнка через разрушение эритроцитов участвует в образовании желчи (фильтрационная функция, участие в обмене веществ, в том числе в обмене железа).
3. Депонирование крови, накопление тромбоцитов (1/3 всех тромбоцитов в организме).
4. На ранних стадиях развития плода селезёнка служит одним из органов кроветворения. К девятому месяцу внутриутробного развития образование как эритроцитов, так и лейкоцитов гранулоцитарного ряда берёт на себя костный мозг, а селезёнка, начиная с этого периода, производит лимфоциты и моноциты. При некоторых болезнях крови, однако, в селезёнке вновь появляются очаги кроветворения, а у ряда млекопитающих она функционирует как кроветворный орган в течение всей жизни[2].

Гален считал селезёнку органом, «полным таинственности». Функции селезёнки не до конца изучены. Долгое время её считали эндокринной (лишённой выводных протоков) железой. Поскольку нет достоверных данных о секреторной деятельности селезёнки, от этой теории пришлось отказаться, хотя в последнее время она в какой-то степени получила вторую жизнь. Теперь селезёнке приписывают гормональную регуляцию функции костного мозга.

## Анатомия и гистология

### Топография
Голотопия. Левое подреберье.
Скелетотопия. Длина селезёнки простирается от 9 до 11 левого ребра.
Синтопия. Соприкасается с диафрагмой, задней стенкой желудка, поджелудочной железой, толстой кишкой, левой почкой, левым надпочечником.
Отношение к брюшине. В целом покрыта брюшиной со всех сторон (интраперитонеально); однако в области ворот селезёнки есть свободный от брюшины участок.

### Строение
Селезёнка имеет 2 поверхности: выпуклую диафрагмальную (facies diaphragmatica) и вогнутую внутреннюю (facies visceralis). На висцеральной поверхности выделяют почечную, желудочную и ободочно-кишечную поверхности, прилежащие к соответствующим органам. Поверхности отделены друг от друга тупым нижним краем (margo inferior) и острым верхним краем (margo superior). Кроме того, в селезёнке выделяют обращённый назад и кверху задний конец (полюс) (extremitas posterior) и передний конец (extremitas anterior), обращённый вперёд и вниз.
Между висцеральной поверхностью селезёнки и внутренними органами натянуты связки — листки брюшины — lig. gastrolienale (к желудку), lig. phrenicosplenium (к диафрагме; переходит в lig. lienocolicum — к толстой кишке). Некоторые авторы также выделяют lig. hepatolienale (связка к печени). Из-за наличия этих связок изменение положения внутренних органов (опускание и поднимание диафрагмы при дыхании, наполнение и опорожнение желудка при пищеварении) отражается на положении селезёнки.
Наружная поверхность селезёнки покрыта капсулой из плотной соединительной ткани, к наружной поверхности которой прирастает серозная оболочка (брюшина). От капсулы внутрь селезёнки отходят трабекулы (балки), образованные плотной соединительной тканью. В капсуле и трабекулах также присутствуют гладкие мышечные клетки, количество которых увеличено у животных, селезёнка которых выполняет выраженную депонирующую функцию (лошадь, тюлень). При сокращении мышечных элементов капсулы из трабекул депонированная в селезёнке кровь выбрасывается в общий кровоток. Трабекулы образуют внутренний каркас органа. В крупных трабекулах проходят артерии и вены.
Внутреннее содержимое селезёнки получило название пульпы (мякоти). В пульпе селезёнки различают две основные зоны: красную и белую пульпу.

#### Красная пульпа селезёнки
Составляет 80 % объёма органа и выполняет следующие функции:
1. Депонирование зрелых форменных элементов крови.
2. Контроль состояния и разрушение старых и повреждённых эритроцитов и тромбоцитов.
3. Фагоцитоз инородных частиц.
4. Обеспечение дозревания лимфоидных клеток и превращение моноцитов в макрофаги.

Красная пульпа селезёнки включает венозные синусы (sinus venulares) и селезёночные (пульпарные) тяжи (chordae splenicae) Бильрота (часть красной пульпы, расположенной между синусами).
В тяжах Бильрота находятся форменные элементы крови, макрофаги, плазматические клетки, лежащие в петлях ретикулярной соединительной ткани. Здесь по аналогии с мозговыми тяжами лимфатических узлов заканчивают свою дифференцировку и секретируют антитела плазмоциты, предшественники которых перемещаются сюда из белой пульпы. В пульпарных тяжах встречаются скопления В- и Т-лимфоцитов, которые могут формировать новые узелки белой пульпы. В красной пульпе задерживаются моноциты, которые дифференцируются в макрофаги.
В результате расщепления гемоглобина поглощённых макрофагами эритроцитов образуются и выделяются в кровоток билирубин и содержащий железо трансферрин. Билирубин переносится в печень, где войдёт в состав желчи. Трансферрин из кровотока захватывается макрофагами костного мозга, которые снабжают железом вновь развивающиеся эритроциты.
Синусы красной пульпы, расположенные между селезёночными тяжами, представляют собой часть сложной сосудистой системы селезёнки. Это широкие тонкостенные сосуды неправильной формы, выстланы эндотелиальными клетками необычной веретеновидной формы с узкими щелями между ними, через которые в просвет синусов из окружающих тяжей мигрируют форменные элементы. Базальная мембрана прерывиста, её дополняют ретикулярные волокна и отростки ретикулярных клеток.

#### Белая пульпа селезёнки
Составляет до 20 % объёма органа. Имеет вид беловато-сероватых вкраплений вытянутой или эллипсоидной формы, цвет которых обусловлен скоплениями лимфоцитов, одной из разновидностей лейкоцитов — белых кровяных телец. Включает в себя лимфатические узелки (фолликулы, мальпигиевы тельца) и периартериальные лимфатические влагалища (муфты) (ПАЛВ, PALS). Строму белой пульпы также образует ретикулярная соединительная ткань. Кроме ретикулярных клеток к стромальным элементам относят также некоторые разновидности макрофагов, дендритные и интердигитирующие клетки, которые выполняют функции антигенной презентации.
Непосредственно вдоль артерий пульпы в наружной оболочке их стенки формируются скопления лимфоцитов (ПАЛВ). В этих образованиях накапливаются T-лимфоциты (T-зависимая зона). Эти периартериальные зоны рассматриваются как тимусозависимые зоны селезёнки, в которых T-лимфоциты проходят антигенозависимую пролиферацию и дифференцировку. Специфическими элементами микроокружения этой зоны являются интердигитирующие клетки.
На периферии периартериальных зон развиваются лимфатические узелки. Окраска этих образований на гистологических препаратах неоднородна. Центральная часть узелка выглядит более светлой. В этой зоне происходит антигенозависимая пролиферация и дифференцировка B-лимфоцитов (B-зависимая зона). Данная часть узелка рассматривается как бурсазависимая зона и называется герминативным (зародышевым) центром узелка. Специфическими элементами микроокружения этой зоны являются дендритные клетки. Периферическая зона узелка (мантийная зона) содержит мелкие лимфоциты, зажатые между циркулярными ретикулярными волокнами. Мантийная зона на препаратах интенсивно окрашена, выглядит более тёмной по сравнению с герминативным центром.

#### Маргинальная зона
У животных на границе между белой и красной пульпой, рядом с маргинальным синусом, располагается маргинальная (краевая) зона лимфатического узелка. Для этой зоны характерно наличие специфических макрофагов, которые по ряду свойств отличаются от других макрофагов белой и красной пульпы. Эти клетки принимают участие в антибактериальной защите организма. В маргинальной зоне накапливаются продуцирующие антитела плазматические клетки, которые образуются при дифференцировке B-лимфоцитов. В маргинальной зоне в отличие от других зон белой пульпы обнаруживаются эритроциты, которые выходят через перфорированную стенку краевого синуса, лежащего на границе маргинальной и мантийной зоны. У человека маргинальная зона, аналогичная животным, отсутствует, поскольку в периферии мантийной зоны не обнаруживаются клетки с фенотипом, идентичным фенотипу клеток маргинальной зоны животных.

### Сосуды и нервы селезёнки
Иннервация: ветви блуждающего нерва и симпатические волокна в составе селезёночного сплетения.
Кровоснабжение: селезёночная артерия (от брюшной аорты), которая в области ворот селезёнки распадается на несколько селезёночных ветвей, распадающихся на сегментарные артерии (4-5), трабекулярные артерии и пульпарные артерии. Последние делятся на артериолы (переходят в капилляры, впадающие в венозные синусы у животных. У человека капилляры изливают кровь непосредственно в ткань селезенки (открытая система кровообращения)).
Венозный отток: от венозных синусов — в пульпарные, трабекулярные вены, селезёночную вену, впадающую в воротную вену.

## Развитие селезёнки
У человека закладывается на 5-6 неделе внутриутробного развития как скопление клеток мезенхимы в толще дорсальной брыжейки. Вскоре там появляются клетки лимфоидного ряда и образуются щели — будущие синусы.
На 2-4 месяце внутриутробного развития формируются венозные синусы и другие сосуды. От капсулы (фиброзной оболочки) органа внутрь врастают тяжи клеток (будущие трабекулы).
К 5 месяцу внутриутробного развития образуются скопления лимфоцитов (будущие ПАЛВ и лимфатические узелки, количество которых увеличивается).

### Пороки развития
- Встречаются случаи врождённого отсутствия селезёнки, а также случаи, когда у человека имеется две, три и более (до 21) селезёнки.[источник не указан 3790 дней]

К общей патологоанатомической картине органа также можно отнести:
- Проляпсус — выпадение увеличенной селезёнки через разрыв диафрагмы в грудную полость. Случаи патологий такого рода описаны у мелких животных (собак и кошек).
- Перегибы и смещения селезёнки, сопровождающиеся её ущемлением, сдавливанием венозных сосудов, гиперемией застойного характера.
- «Блуждающая» селезёнка встречается редко. Клиническая картина характеризуется выраженным болевым, иногда диспептическим синдромами и дизурическими явлениями. При пальпации иногда удается выявить безболезненное образование с гладкой поверхностью, легко смещаемое в различные области брюшной полости, в связи с чем возможен заворот её.

### Возрастные особенности
У новорождённого селезёнка округлая, имеет дольчатое строение (масса 9,5 г). Белая пульпа составляет при этом 5-10 % массы. К концу 1 года жизни масса селезёнки составляет 24-28 г; к 10 годам — 66-70 г (масса белой пульпы — 18,6 %); в 16-17 лет — 165—171 г. Относительное количество белой пульпы к 21-30 годам составляет 7,7-9,6 %, а к 50 годам — не превышает 5-6 % массы органа.

## Болезни селезёнки
Люди, лишённые селезёнки, особенно маленькие дети, очень чувствительны ко многим бактериальным инфекциям. Первичные заболевания селезёнки довольно редки, но вторично она поражается чаще, чем любой другой орган.
- Инфаркт селезёнки — довольно частое явление, хотя очаги инфаркта обычно мелкие. Причины инфаркта — лейкоз и некоторые инфекции.
- Перекручивание ножки (заворот) селезёнки приводит к нарушению её кровообращения и требует хирургического вмешательства.
- Абсцессы. Основной виной абсцессов может быть инфаркт селезёнки, а также подострый бактериальный эндокардит или брюшной тиф. Обычно это хронический процесс, протекающий без болей, с направлением к самоизлечению.
- Амилоидная дистрофия селезёнки — процесс носит характер очагового отложения амилоида в фолликулах (саговая форма) или диффузного отложения (ветчинная селезёнка). В стенках капилляров фолликулов могут откладываться также гиалин (гиалиноз) и различные пигментные основы — гематоидин, меланин, уголь (антракоз).
- Воспаление селезёнки является основным патогномоничным процессом, коим сопровождаются многие инфекционные, инвазионные и вирусные заболевания, протекающие с септическими, гемолитическими явлениями. Воспалительный процесс в данном органе протекает строго по экссудативному типу, описаны случаи серозного, геморрагического и гнойного воспаления.
- При параличе мышечного аппарата селезёнки при септических заболеваниях (сибирская язва, кокковый сепсис) в селезёнке скапливается избыточное количество крови, пульпа её размягчается и на вскрытии легко отделяется с поверхности разреза в виде кашицеобразной массы. Такое состояние органа называется — септическая селезёнка.
- Разрыв селезёнки
- Злокачественные опухоли селезёнки

## Удаление селезёнки
Хирургическое удаление селезёнки (спленэктомия) производится с целью уточнить распространенность лимфогранулематоза, устранить неприятные ощущения, обусловленные значительной спленомегалией (увеличением селезёнки), и предотвратить внутрибрюшное кровотечение при повреждениях селезёнки.
Спленэктомию проводят также при цитопениях, обусловленных гиперспленизмом или иммунным повреждением клеток, а также в некоторых случаях волосатоклеточного лейкоза или пролимфоцитарного лейкоза.